# 琥珀 (话剧)
《琥珀》（AMBER）是孟京辉导演的话剧（多媒体音乐剧）。

## 制作人员
编剧廖一梅，音乐总监姚谦，舞美设计金星。

## 演出情况
2005年3月香港首演（第33届香港艺术节闭幕演出），之后在北京、上海、新加坡（2005年新加坡艺术节开幕演出）等地巡演，累计观众6万余人，累计票房1100万元。
2006年7月20日-30日于北京保利剧院再次公演，中国国家话剧院演出，此次复排孟京辉借鉴百老汇音乐剧《三毛钱歌剧》之手法及表演风格。

## 剧情简介
全戏共18个场景。整个剧本是孟京辉夫人廖一梅在怀孕期间创作，故两人在多个访谈中都谈及《琥珀》是他们的孩子。

## 演员列表

### 2005年第一次公演
- 刘　烨 饰 高辕
- 袁　泉 饰 小优
- 陈明昊
- 张　彤 饰 姚妖妖

### 2006年第二次公演
- 刘　烨 饰 高辕
- 袁　泉 饰 小尤
- 陈明浩
- 张鲁一

### 2010年
- 刘　烨 饰 高辕
- 王珞丹 饰 小优

## 具体演出信息
- 2005年3月3日-8日 香港文化中心大剧院，6场。
- 2005年3月16日-20日 上海美琪大剧院，5场。
- 2005年3月25日-4月3日 北京保利剧院，10场。
- 2005年5月26日-29日 新加坡滨海艺术中心，4场。
- 2005年10月14日-15日 重庆劳动人民文化宫，2场。
- 2005年10月20日-22日 成都锦城艺术宫，3场。
- 2005年10月28日-30日 深圳广电中心剧场，3场。
- 2006年7月20日-30日 北京保利剧院，11场。
- 2008年3月21日-30日 北京國家大劇院戲劇場，9場
- 2010年3月17日-21日 北京保利剧院，5場

## 剧本节选
- 小优：现在你是我的，现在爱情、痛苦和劳作都应该入睡，黑夜转动着它那看不见的轮子，你在我身边纯洁如一只入睡的琥珀。
- 高辕：没有比骗取一个骗子的感情更不道德的事了。
- 大众审美就是臭狗屎，shit！
- 高辕：保护我吧，小优，除了诱惑我能抵挡一切。
- 所有的爱情都是悲哀的，可是尽管悲哀，依然是我们知道的最美好的事物。
- 小优：如果你的灵魂注到另外一个身体我还会爱你，如果你眉毛变了，声音变了，气息变了爱还会不会存在。
- 只有一样东西能让我们平等，那就是痛苦。
- 我是一个介于害羞、沉默寡言和粗野傲慢之间的追求者。我买了一只鹦鹉，教它说“高辕是个好家伙”，然后把这只鹦鹉给卖了，好让这句话传到更多人耳朵里，千古流芳。你看，一个高尚的人根本不需要用吹口哨、偷窥、写纸条和乱许诺来表达他的爱慕之情。
- 如果你吃的每一顿饭都可能是最后一顿，你的每一次抚摸，每一次快感都可能是最后一次，人就难免陷入疯狂。人要是有无限的生命，就对什么都不着急了。我现在正在学习不着急。

## 评价
- 这里面有阴谋，也有阳谋，这里面还有背叛，有吸引，还有梦境，它实际上随着好几条线索往前推进，这个戏并不是简简单单的故事，他更多是情绪，和情绪做成的一个怪诞氛围在舞台上的延续。并不是简单的情景剧，如果光看情节会让你失望，如果在里面找多少象征意义也会失望，它是混杂的，有点儿相当于当代信息混杂在一起往前走的感觉。（孟京辉，2006年7月18日）
- 《琥珀》在我的生命中占据了非常重要的位置，每一次演出我都会有一种莫名的兴奋。（袁泉）
- 《琥珀》是我的戏剧作品中最丰富的一个！是多年积淀的爆发。出色的剧本、天才的演员、精准的制作，转战亚洲的磨砺，锻造了《琥珀》优秀的品质。这样的机缘在戏剧创作里太难凑齐了，风云际会成就了《琥珀》，也成就了我们热爱戏剧的心。（孟京辉）